# 雷山村
雷山村（らいざんむら）は、福岡県糸島郡にあった村。

## 歴史
- 1889年（明治22年）4月1日 - 町村制の施行により、怡土郡八島村、蔵持村、香力村、有田村、富村、三坂村、高上村、雷山村、多久村、篠原村、山北村が合併し、発足。
- 1896年（明治29年）4月1日 - 郡の統合により怡土郡が志摩郡と合併して糸島郡が発足し同郡に所属[1]。
- 1948年（昭和23年） - 有田の一部と怡土村の井原、三雲、井田の各一部を以って、怡土村曽根となる（引揚者の入植地として成立）。
- 1955年（昭和30年）1月1日 - 糸島郡前原町、長糸村と合併して前原町を新設して消滅。